# Melopyrrha grandis
Melopyrrha grandis (вісянка-снігурець сент-кіттська) — вид горобцеподібних птахів родини саякових (Thraupidae), імовірно, вимерлий. Є ендеміком Сент-Кіттс і Невісу. Деякі дослідники вважають його підвидом рудоголової вівсянки-снігурця.

## Опис
Довжина птаха становила 15 см. Забарвлення було переважно блискучо-чорним, верхня частина голови, горло і гузка рудими, гузка також була поцяткована чорними плямками. Дзьоб і лапи були чорними. У молодих птахів тім'я і горло були поцятковані рудими плямками, нижня частина тіла у них була коричнювато-охристою, махові пера темно-сірими, спина і гузка коричнюватими з рудувато-оливковим відтінком.

## Поширення і збереження
Сент-кіттські вівсянки-снігурці були ендеміками острова Сент-Кіттс. Дослідники припускають, що раніше вони були поширені на більшій території, зокрема на сусідніх островах Невіс і Сінт-Естатіус, які були поєднані з Сент-Кіттсом під час останнього льодовикового максимуму, однак викопних решток виду з цих островів немає. У 1880-х роках сент-кіттські вівсянки-снігурці жили лише у гірських тропічних лісах на схилах гори Ліамуїґа, і були досить поширеним видом в межах свого ареалу. Однак у 1920-х роках вид перебував на межі зникнення, а останній зразок птаха був отриманий у 1929 році. Причиною вимирання виду може бути знищення природного середовища, хижацтво з боку інтродукованих видів тварин і низка катастрофічних ураганів. За деякими неперевіреними свідченнями, сент-кіттську вівсянку-снігурця спостерігали, зокрема, у 1993 році. Однак, під час експедицій 1993, 2012 і 2021 років науковцям не вдалось зафіксувати птаха.